# الهجرة إلى كيبك
قدم السكان الأصليون لأول مرة إلى منطقة كيبك منذ أكثر من 8000 سنة . أصولهم معقدة وتخضع لدراسات الأثرية. فمن الصعب أن نحصي عدد من أبنائهم يعيشون اليوم في كيبيك نظرا للتهجين المركز في الأيام الأولى من الاستيطان الأوروبي.

## الاستعمار
كان لويس هيبيرت وزوجته ماري روليه أول المستوطنين الذين تم إرسالهم إلى الاستيطان الاستعماري في أوائل القرن السابع عشر. في وقت الغزو البريطاني في عامي 1759 1760، كانت أراضي معمرة بواسطة 60000 من المستوطنين الفرنسيين وكثير من الشعوب الأصلية .
في أواخر القرن الثامن عشر، كانت لمقاطعة كيبيك تخضع لسيطرة محكمة الهجرة من قبل السلطات البريطانية، لتشجيع تدفق الموالين لها لتشكيل كندا العليا. وفد العديد من الجنود الألمان، الذين جاؤوا إلى أمريكا الشمالية نيابة عن البريطانيين خلال حرب الاستقلال الأمريكية، وقررت بريطانيا أيضا أن يستقروا في مقاطعة كيبيك بعد الحرب.
في القرن التاسع عشر، قدم العديد من الإسكتلنديين والإيرلنديين إلى شرق كندا. حيث ولد ثلاثة من أصل رؤساء الوزراء الخمسة في الجزر البريطانية. توفي توماس دارسي ماكجي (Thomas D'Arcy McGee)، الممثل للمجتمع الإيرلندي الأكثر شهرة، مغتالا على يد أحد أنصار فينيان.

## القرن 20
في العقود الأولى من القرن العشرين، أصبحت منطقة مونتريال العاصمة هي موطن لكثير من المجتمعات، بما في ذلك بريطانيون وفرنسيون إسكتلنديون والإيرلنديون والإيطاليون واليهود والبولنديون والأوكرانيون والبرتغاليون. وتجدر الإشارة أن الهجرة في ذلك الوقت، كانت تماما ضمن اختصاص الحكومة الاتحادية.
موجة من الهجرة الدولية بين عام 1945 و 1960، يجعل منها وجهة عالمية أكثر من ذلك بكثير. حيث لم يعد المهاجرون يأتون من أوروبا فحسب، بل من جميع القارات.
في 1960s، دعت كيبك لتعديل على القانون الاتحادي، حتى يتسنى لها المشاركة في انتقاء المهاجرين لأراضيها: في عام 1965 استحدث مكتب الهجرة في كيبك (بالفرنسية: service d’immigration du Québec)‏، وفي عام 1968 استحدثت وزارة الهجرة في كيبك.
منذ عام 1971، تم إعطاء المسؤولين الكيبكيين الحق في التواجد ضمن بعثات السفارات الخارجية ومنذ 1978 أصبح يمكن  لكيبك اختيار المهاجرين وفقا لمعايير خاصة بها، بنظام التقييم الذي وضعته الإدارة. منذ أواخر الثمانينات، نلاحظ وصول المهاجرين من الجزائر، المغرب، الهند، باكستان وهايتي، على الرغم من أن مصادر المهاجرين هي متنوعة جدا.
وتأمل سلطات كيبك أن الهجرة الجماعية سوف تحل مشاكل ذات صلة بالعمل المرتبطة بانخفاض عدد السكان والشيخوخة. مع ذلك، شكك كثير من الباحثين والمتخصصين في التأثير المتوقع للهجرة.
واحدة من الصعوبات، المعترف بها ضمن سياسة الهجرة، هي أن الغالبية العظمى من المهاجرين يستقرون في أحياء مونتريال، وعدد قليل من غير المونترياليين على اتصال منتظم مع المجتمعات الثقافية. ما يقارب 40٪ من المهاجرين لديهم معرفة أساسية باللغة الفرنسية.

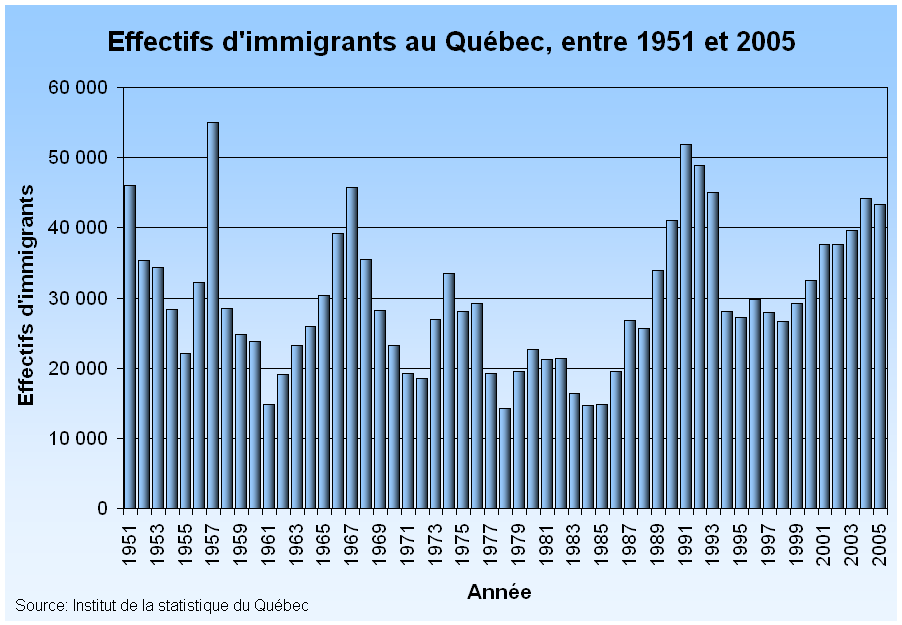
تقييم الهجرة في كيبيك، 1951-2005
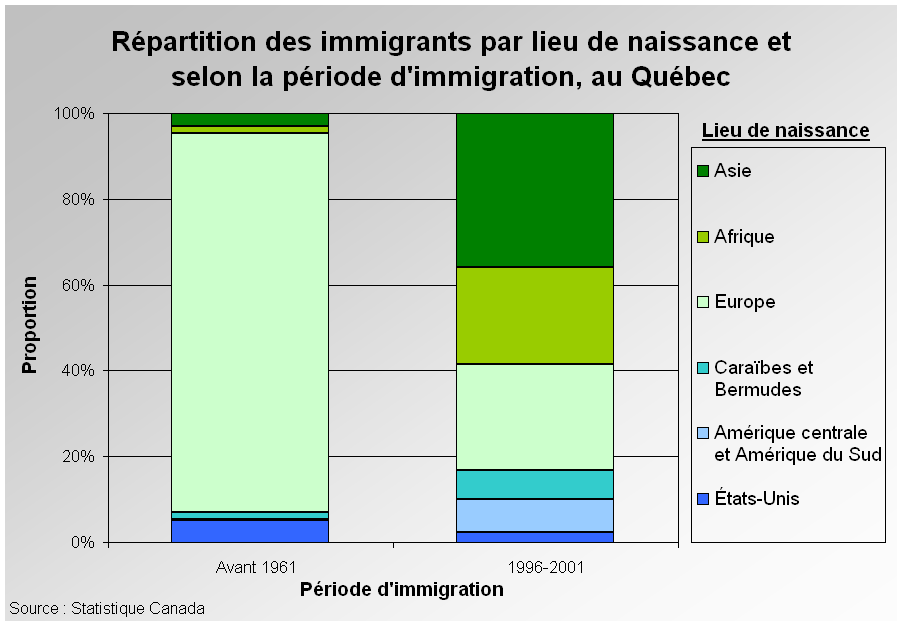
توزيع المهاجرين حسب مكان الميلاد، وذلك قبل عام 1961 و1996-2001
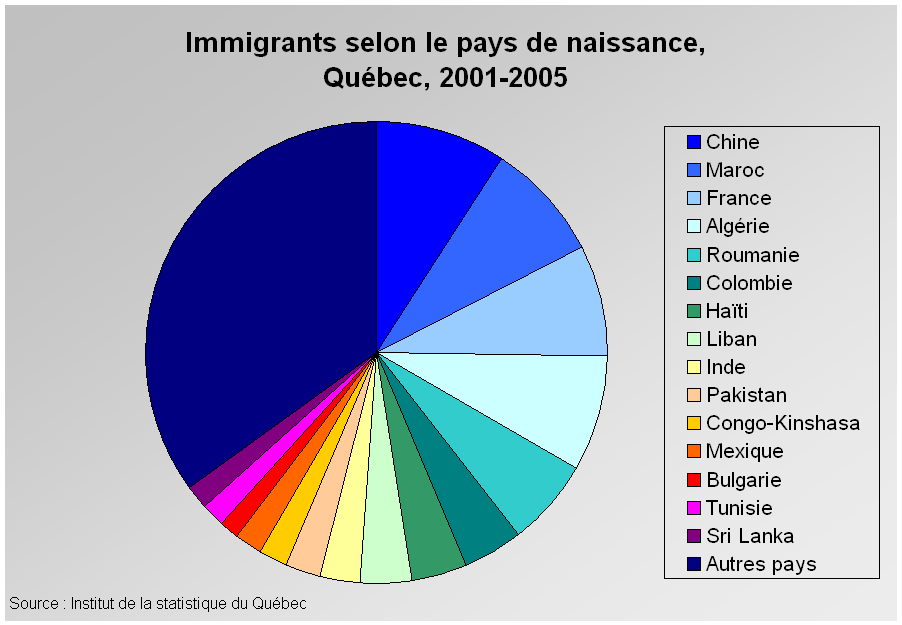
المهاجرين حسب بلد الميلاد، كيبيك، 2001-2005

## تقلبات الهجرة
وبحسب الإحصائيات التي تضمنتها الحصيلة الديمغرافية للكيبيك، برسم سنة 2011، فإن المصادر الرئيسية للمهاجرين سنة 1990 كانت هي لبنان وهايتي وفيتنام. وقد تراجع الوزن الديموغرافي للشباب أقل من 20 عاما من 26% سنة 1990 إلى 22% سنة 2011، في حين انتقل الوزن الديموغرافي للفئة العمرية 65 سنة فما فوق من 11% إلى ما يقارب 16%.
وأبرز نفس المصدر أن حجم الهجرة الدولية كان متقلبا جدا وتراوح ما بين أزيد من 50 ألف مهاجر خلال سنتي 1991 و2010، وأقل من 30 ألف خلال سنتي 1994 و1999.
أفاد معهد الإحصاء بالكيبك بأن ساكنة هذه المقاطعة تجاوزت في متم سنة 2011، عتبة 8 ملايين نسمة. وارتفعت ب`76 ألف نسمة خلال سنة 2010 وذلك نتيجة للتزايد الطبيعي (30 ألف مولود) وتوافد المهاجرين الذين بلغ مجموعهم 43 ألف شخص، بالإضافة إلى 3 آلاف مقيم غير دائم إضافي.

## الهجرة إلى كيبك في 2010
خلال عام 2010، بلغ عدد المهاجرين في كيبك إلى 53.985 شخصا، بزيادة قدرها 9.1٪ مقارنة بعام 2009.
دول المنشأ الرئيسية 15 لهؤلاء المهاجرون هي:
- المغرب : 5654 شخص;
- الجزائر : 4442;
- فرنسا : 3835;
- هايتي : 3614;
- الصين : 3353;
- كولومبيا : 2237;
- لبنان : 1707;
- جزر المالديف : 1523;
- مصر : 1404;
- الفلبين : 1369;
- الكاميرون : 1364;
- إيران : 1250;
- تونس : 1091;
- المكسيك : 1077;
- ساحل العاج : 1005.

وتعد كندا من بين البلدان القليلة جدا التي تشجع الهجرة، وفق نظام للانتقاء، وذلك للرفع من عدد الساكنة إلى حوالي 34،5 مليون شخص. وبحسب تقديرات رسمية، فإن كندا تحتاج إلى ما يقارب 250 ألف مهاجر جديد سنويا لضمان نموها الاقتصادي.